# Tony Trischka
Tony Trischka (nascido em 16 de janeiro de 1949 em Syracuse, Nova Iorque) é um banjoísta americano.

## Biografia
Tony Trischka nasceu em Syracuse, Nova Iorque, e se formou pela Universidade de Syracuse com um bacharelado em Belas Artes, e foi inspirado para tocar o banjo em 1963, ouvindo o programa do Kingston Trio chamado "Charlie and The MTA".  Trischka foi um dos membros fundadores da Syracuse band Down City Ramblers durante e após seus anos de faculdade, junto com músicos como Harry "Tersh" Gilmore (aka Lou Martin), Tom Hosmer, John Cadley, John Dancks, Greg Root, Greg Johnson, e Joel Diamond. Junto com Gilmore e Hosmer ele também estava no trio que se autodenominou The Inedible String Bland. Ambas as bandas principalmente, e frequentemente, tocaram no Cap'n Mac's Clam Shack. premier music club de Syracuse/restaurante dos anos sessenta. Em 1971 ele fez sua estréia de gravação no 15 Bluegrass Instrumentals com o Ithaca, NY based Country Cooking, (Peter Wernick, Kenny Kosek, Andy Statman, John Miller, Harry "Tersh" Gilmore) e, ao mesmo tempo, ele também era um membro da banda Syracuse's Country Granola (Herb Feuerstein, Johno Lanford, Greg Root, Danny Weiss, etc.). 